# Bűnhalmazat

## Fogalma
Bűnhalmazat (vagy egyszerűen halmazat) az, ha az elkövető egy vagy több cselekménye több bűncselekményt valósít meg, és azokat egy eljárásban bírálják el. Viszont nem bűnhalmazat, hanem folytatólagosan elkövetett bűncselekmény az, ha az elkövető ugyanolyan bűncselekményt, egységes elhatározással, azonos sértett sérelmére, rövid időközökben többször követ el.

## Az egység és a halmazat elhatárolása
A Btk. 6. §-a eligazító szabályokat tartalmaz annak eldöntésére, hogy a konkrét bűncselekmény elbírálásakor egységet vagy halmazatot kell-e megállapítani. Egységen az értendő, ha a terhelt büntetőjogi felelősségét egyetlen bűncselekményben kell megállapítani és emiatt egyetlen büntetést kell kiszabni, illetve egyetlen intézkedést kell alkalmazni. 
Halmazat akkor jön létre, ha a terhelt egy vagy több bűncselekmény törvényi tényállását merítette ki, és valóságos halmazat esetén, egy eljárás keretén belül a Btk. 81. § alkalmazásával halmazati büntetést kell kiszabni. A több bűncselekmény megvalósítása (több törvényi tényállásnak a kimerítése) még nem jelent feltétlenül valóságos bűnhalmazatot.

### Az egység típusai
A természetes egység körébe azok az esetek tartoznak, amikor a cselekmények a mindennapi, természetes szemlélet szerint is egységet alkotnak. Ez különböző formákban nyilvánulhat meg, így pl.:
- egy cselekmény (pl. a terhelt lelövi a sértettet);
- összefüggő cselekménysor (pl. a terhelt háromszor egymás után belerúg a sértett lábába);
- nyitott törvényi tényállás (pl. a terhelt folyamatos méregadással megöli a sértettet);
- mulasztásos bűncselekmény (pl. feljelentés elmulasztása);
- veszélyeztetési bűncselekmény (pl. közúti veszélyeztetés);
- ismétlődéssel megvalósuló bűncselekmény (pl. vásárlók megkárosítása);
- tartós vagy állapot bűncselekmény (pl. kitartottság);
- folyamatos bűncselekmény (pl. lőfegyver tartása engedély nélkül).

A törvényi egységen az értendő, amikor a jogalkotó egységet hoz létre olyan cselekményekből, amelyeket a törvényi rendelkezés hiányában egyébként halmazatként kellene értékelni. Esetei:
- összetett bűncselekmény (delictum compositum), pl. rablás;
- összefoglalt bűncselekmény (delictum complexum), pl. több emberen elkövetett emberölés;
- az üzletszerűség abban az esetben, ha alaptényállási elem, pl. zugirászat esetében;
- folytatólagosság,
- érték-egybefoglalás [Btk. 462. § (4)-(5) bek.]

## A halmazat fajtái
- alaki és anyagi;
- egynemű (homogén) és többnemű (heterogén);
- valóságos és látszólagos halmazat.

Amennyiben az elkövető egyetlen magatartása valósít meg több bűncselekményt, akkor alaki halmazat, ha pedig több magatartása valósít meg több bűncselekményt, akkor anyagi halmazat jön létre. Homogén halmazat esetén a terhelt ugyanazt a törvényi tényállást (alap- és minősített esetek is találkozhatnak) valósítja meg többször; míg heterogén halmazat esetén az elkövető magatartása több törvényi tényállásba ütközik.